# Khvalynsk
Khvalynsk (en russe : Хвалынск) est une ville de l'oblast de Saratov, en Russie, et le centre administratif du raïon de Khvalynsk. Sa population s'élevait à 13 005 habitants en 2013.

## Géographie
Khvalynsk est une ville portuaire sur la Volga. Elle est située à 79 km au sud-sud-ouest de Syzran, à 179 km au nord-est de Saratov et à 773 km au sud-est de Moscou.

## Histoire
Khvalynsk a d'abord été un avant-poste russe sur l'île de Sosnovy, sur la Volga, fondé en 1566. En 1606, il fut entièrement transféré sur le site actuel de Khvalynsk et prit le nom de Sosnovy Ostrov (en russe : Сосновый Остров, littéralement « Ile des Pins »). En 1780, il fut élevé au statut de siège administratif d'ouïezd du gouvernement de Saratov et rebaptisé Khvalynsk.
Son nom, comme l'ancien nom de la mer Caspienne — mer de Khvalyne — est dérivé du nom des habitants de Xvārēzm : « Khwalis ». La culture de Khvalynsk a été nommée d'après le nom de la ville.
Aux XVIIIe et XIXe siècles, Khvalynsk était connue comme un marché agricole. La ville était aussi habitée par des vieux-croyants. Certains chercheurs pensent que Khvalynsk inspira Gogol pour sa pièce Le Revizor.

## Population
Recensements (*) ou estimations de la population
| 1856   | 1897*  | 1926*  | 1939*  | 1959*  | 1970*  |
| ------ | ------ | ------ | ------ | ------ | ------ |
| 12 900 | 15 127 | 13 034 | 15 642 | 17 036 | 16 249 |

| 1979*  | 1989*  | 2002*  | 2010*  | 2012   | 2013   |
| ------ | ------ | ------ | ------ | ------ | ------ |
| 15 572 | 14 948 | 13 752 | 13 094 | 12 947 | 13 005 |

| 2017   | 2021   | - | - | - | - |
| ------ | ------ | - | - | - | - |
| 12 556 | 12 042 | - | - | - | - |

## Personnalités
- Kouzma Petrov-Vodkine (1878-1939), artiste, né à Khvalynsk ; un musée qui lui est consacré a été créé en 1995.
- Sergueï Narovtchatov (1919-1981), écrivain et journaliste, né à Khvalynsk